# Ричард Хек
Ричард Фредерик Хек (на английски: Richard Frederick Heck) е американски химик, лауреат на Нобелова награда за химия от 2010 г. Той става известен най-вече с откриването и разработването на т. нар. реакция на Хек, която използва паладий за катализиране на реакции с органични съединения, които свързват арил халиди с алкени. Аналгетикът напроксен е пример за съединение, което се приготвя промишлено посредством реакцията на Хек.

## Ранен живот и образование
Хек е роден на 15 август 1931 г. в Спрингфийлд, Масачузетс. Той защитава докторската си дисертация по органична химия през 1954 г. в Калифорнийския университет, Лос Анджелис. След два периода на постдокторантска работа в Швейцарския федерален технологичен институт в Цюрих, Швейцария и после отново в Калифорнийския университет, Хек започва работа в химическата компания Hercules Inc. в Уилмингтън, Делауеър, през 1957 г. След продуктивна научна дейност там, той е нает на работа в департамента по химия и биохимия към Делауерския университет през 1971 г. Хек е професор по химия в Делауерския университет. През 2012 г. е назначен в университета Де Ла Сал в Манила, Филипините, за помощник-професор в департамента му по химия.

## Научна дейност
Разработването на реакцията на Хек започва с изследванията на Хек върху свързването на живакорганичните съединения с олефини, използвайки паладий като катализатор в края на 1960-те години. Неговата работа се публикува в поредица от седем последователни статии в Journal of the American Chemical Society, чийто единствен автор е именно Хек.
В началото на 1970-те години Цумоту Мизороки независимо докладва употребата на по-малко токсични арил халиди като агент на свързване в реакцията. В хода на кариерата си, Хек продължава да подобрява трансформацията, развивайки я в мощен изкуствен метод за органичен синтез.
Значимостта на реакцията бавно нараства сред общността на органичния синтез. Към 2002 г. приложенията ѝ вече са описани в 377 страници, включващи само вътрешномолекулни реакции. Тези реакции, представляващи само малка част от всички възможни, свързват две части от една и съща молекула. В днешно време, реакцията на Хек продължава да е един от широко използваните методи за създаване на въглерод-въглеродни връзки при синтеза на органични химикали. Реакцията е обект на множество научни статии.
Работата на Хек полага основите на множество други паладиево катализирани реакции, включително такива на арил халиди с деривати на борна киселина, магнезиевоорганични съединения, цинкорганични съединения, силани, както и с амини и алкохоли. Тези реакции имат широко приложение в органичния синтез, включително в химичното инженерство за производство на някои органични съединения в заводи.
От реакциите на Хек, най-голямо обществено влияние има паладиево катализираното свързване на алкин с арил халид. Тя позволява автоматизацията на ДНК секвенирането и изследването на човешкия геном.
Други приноси на Хек са първото цялостно характеризиране на π-алилен метален комплекс и първото изясняване на механизма на алкеновото хидроформилиране.

## По-късен живот и смърт
Хек се пенсионира от Делауерския университет през 1989 г. След това се премества във Филипините с жена си. Двамата нямат деца.
През 2010 г. е награден с Нобелова награда за химия, която споделя с Еичи Негиши и Акира Сузуки за приноса им по паладиево катализираните реакции при органичния синтез.
Хек умира на 9 октомври 2015 г. в Манила в болница.